# Lino Carletto
Lino Carletto (* 20. Juli 1943 in Vigasio) ist ein ehemaliger italienischer Radrennfahrer.

## Sportliche Laufbahn
Im Rennen der UCI-Straßen-Weltmeisterschaften der Amateure 1966 wurde er beim Sieg von Evert Dolman als 41. klassiert. Bei den Profis schied er 1968 im Rennen der UCI-Straßen-Weltmeisterschaften aus.
1967 wurde er Berufsfahrer im Radsportteam Salamini–Luxor TV und blieb bis 1972 aktiv. Bei den Profis gewann er 1967 den Gran Premio Cemab.
Im Giro d’Italia startete er dreimal, 1967 wurde er 20., 1968 46. und 1969 19. des Gesamtklassements. In der Tour de France 1969 schied er aus. In den Rennen der Monumente des Radsports war der 12. Platz  im Rennen Lombardei-Rundfahrt 1966 sein bestes Resultat.